# Pierre Cassiet
 (juillet 2018).
Pierre Cassiet ou Gassiet (1727-1809) est un prêtre, un religieux et un missionnaire français. 

## Biographie
Né à Montaut dans les Landes, en France en 1727, il fait ses études à Agen et est ordonné prêtre à Paris vers 1751. Il demeure en métropole de 1751 à 1753. 
Sur l'île-du-Prince-Édouard, il est curé de Malpec (1753) et de Saint-Louis-du-Nord-Est (1753-1758). En France (1758-1792), il est pourvu d'un petit bénéfice près de Montaut, puis il est chanoine de Saint-Girons-de-Hagetmau (1762-1772).
En 1772, il entre chez les Pères du Calvaire, dont il devint le supérieur (1783-1792). En même temps, il fut le principal restaurateur du pèlerinage de Notre-Dame de Bétharram au pied des Pyrénées dans le Béarn. 
Il est exilé en Espagne par la Révolution (1792-1793). Il se retire à Montaut (1793-1809), où il meurt en 1809.